# Govan (Caroline du Sud)
Pour les articles homonymes, voir Govan.
Govan est une ville située dans le comté de Bamberg, dans l’État de Caroline du Sud, aux États-Unis. Lors du recensement de 2020, elle comptait 56 habitants.